# Ihor Kałyta
Ihor Pawłowycz Kałyta (ukr. Ігор Павлович Калита, ros. Игорь Павлович Калита, Igor Pawłowicz Kalita; ur. w 1954 w Stryju) – ukraiński piłkarz, grający na pozycji obrońcy, arbiter i trener piłkarski.

## Kariera piłkarska

### Kariera klubowa
Rozpoczął karierę piłkarską w drużynie rezerwowej Karpaty Lwów i SKA Lwów, gdzie odbywał służbę wojskową. W 1977 bronił barw Torpeda Łuck, skąd w następnym roku przeszedł do Bukowyny Czerniowce. Po sezonie 1980 był zmuszony opuścić klub przez limit 25-lecia (tylko 5 piłkarzy w wieku ponad 25 lat mogło być w drużynie). Potem występował w amatorskich drużynach Nywa Podhajce, HWZ Czerniowce, Maszzawod Czerniowce.

## Kariera trenerska
Po zakończeniu kariery zawodniczej rozpoczął pracę trenerską. Najpierw pracował w DJuSSz Czerniowce. W październiku 1993 pełnił obowiązki głównego trenera Zirki Kirowohrad. Całe życie wykładał również na Uniwersytecie Czerniowieckim. Jest przewodniczącym Komitetu Arbitrów w obwodzie czerniowieckim.